# Carl Lahusen (Diplomat)
Carl Lahusen (* 6. Februar 1922 in Bremen) ist ein ehemaliger deutscher Diplomat.

## Leben
Lahusen ist der Sohn von Georg Carl Lahusen. Lahusen schrieb 1939 auf dem Arndt-Gymnasium Dahlem in Berlin sein Abitur. Während des Zweiten Weltkriegs war Lahusen Mitarbeiter der „Abwehr“. Von 1969 wurde Lahusen Botschaftsrat in Washington, 1975 war er an der Botschaft in Paris und wurde 1980 Botschafter in Dublin. 1986 wurde Lahusen als Botschafter in Pretoria von Immo Stabreit abgelöst und in den Ruhestand versetzt.

## Ehrungen
- 1962: Offizier der französischen Ehrenlegion[1]
- 1979: Verdienstkreuz 1. Klasse der Bundesrepublik Deutschland
- 1987: Großes Verdienstkreuz der Bundesrepublik Deutschland